# العلاقات الهولندية النيوزيلندية
العلاقات بين هولندا ونيوزيلندا هي العلاقة الرسمية بين مملكة هولندا ونيوزيلندا. تملك نيوزيلندا سفارةً في لاهاي وتملك هولندا سفارةً في ويلينغتون. اعتُمد السفير لدى هولندا بشكل متزامن مع الدنمارك وفنلندا وأيسلندا والنرويج.
تُعد كل من نيوزيلندا وهولندا ملكيات دستورية. يتشاركون في مواقف وقيم اجتماعية متشابهة جدًا ولديهم تاريخ كبير من العمل معًا في قضايا ذات أهمية دولية. يتعاونون غالبًا بشكل وثيق في المنتديات متعددة الأطراف. في العديد من الاجتماعات الدولية، يجلس وفد هولندا مباشرة إلى جانب وفد نيوزيلندا.
هناك أيضًا تعاون أكاديمي وبحثي قوي بين جامعة واغنيغين في هولندا وجامعة ماسي في نيوزيلندا. تعززت الروابط الثقافية بين البلدين في عام 2010، إذ قُدم تي هونو كي أوتيروا، وهو واكا تاوا، على سبيل الإعارة الدائمة للمتحف الوطني الهولندي للإثنولوجيا في ليدن. علاوة على ذلك، قُتل 256 طيارًا نيوزيلنديًا في الحرب العالمية الثانية ودُفنوا في هولندا، في 85 مقبرة مختلفة. في عام 2003، انتهت نسخة طبق الأصل بالحجم الكامل لطاحونة هولندية تسمى دي مولن وافتتحت في فوكستون، نيوزيلندا.

## التاريخ
تاريخيًا كانت هناك علاقة قوية بين نيوزيلندا وهولندا. في ديسمبر 1642، أصبح المستكشف الهولندي أبيل تاسمان أول أوروبي يرى نيوزيلندا. وصل في سفينتيه هيمسكيرك وزيهاين ورسا في الطرف الشمالي من الجزيرة الجنوبية في الخليج الذهبي (أطلق عليه اسم خليج القتلة). أطلق عليها تاسمان اسم ستاتن لاند تكريمًا للولايات العامة (البرلمان الهولندي). وكتب: «من الممكن أن تنضم هذه الأرض إلى ستاتن لاند ولكن هذا غير مؤكد»، في إشارة إلى كتلة أرضية تحمل الاسم نفسه في الطرف الجنوبي لأمريكا الجنوبية، اكتشفها جاكوب لو مير عام 1616.  أطلق عليها أيضًا اسم كيب ماريا فان ديمن وجزر الملوك الثلاثة. سُمي جبل تاسمان ومنتزه أبيل تاسمان الوطني ونهر تاسمان الجليدي ومنطقة تسمان باسمه. في مواجهة عدائية، قُتل أربعة من أفراد الطاقم وأصيب ماوري واحد على الأقل بالرصاص. رسم تاسمان أجزاءً من السواحل الغربية للجزيرتين الرئيسيتين وغادر ولم يكن هناك اتصال آخر بين هولندا ونيوزيلندا لأكثر من مئة عام. في عام 1645، أعاد رسامو الخرائط الهولنديون تسمية الأرض نوفا زيلانديا تيمنًا بمقاطعة زيلاند الهولندية.  عدل المستكشف البريطاني جيمس كوك فيما بعد الاسم ليصبح نيوزيلندا. بمجرد إنشاء نيوزيلندا كدولة في عام 1840 كانت العلاقات جيدة.
تعززت العلاقة بشكل كبير مع هجرة أعداد كبيرة من الهولنديين إلى نيوزيلندا بعد الحرب العالمية الثانية. قبل الحرب العالمية الثانية، لم يكن هناك سوى 128 شخصًا مولودًا في هولندا يعيشون في نيوزيلندا، بما في ذلك جيريت فان آش (جد هنري بيت دروري فان آش) الذي أسس كلية فان آش وبيتروس فان دير فيلدين. كان رئيس الوزراء النيوزيلندي الثامن يوليوس فوغل نجلًا لهولندي. نتيجة للمفاوضات بين الحكومتين الهولندية والنيوزيلندية، وُقعت اتفاقية الهجرة في أكتوبر 1950. أدى ذلك إلى وصول آلاف المهاجرين الهولنديين إلى نيوزيلندا في السنوات اللاحقة. بلغت ذروة الهجرة بين عامي 1951 و1954، بوصول 10,583 مهاجرًا. بحلول عام 1968، شكل الهولنديون أكبر مجموعة من مجموعات المهاجرين غير البريطانيين.
يُظهر تعداد عام 2013 أن 28,503 شخص حددوا مجموعتهم العرقية على أنها هولندية. قدرت السفارة الهولندية في ولينغتون أن هناك حوالي 45 ألف مواطن هولندي يقيمون في نيوزيلندا. يشمل هذا العدد الأشخاص الذين يحملون الجنسية النيوزيلندية والهولندية المزدوجة، يدعو حاليًا أكثر من 150 ألف نيوزيلندي إلى التراث الهولندي. هناك أيضًا جالية نيوزيلندية كبيرة من المغتربين في هولندا.
احتفظت نيوزيلندا بسفير مقيم في هولندا منذ عام 1967، ورئيس بعثة مقيم منذ عام 1950.